# 劳伦斯·波士顿
劳伦斯·D·波士顿（英語：Lawrence D. Boston，1956年5月18日—），美国NBA联盟职业篮球运动员。他在1978年的NBA选秀中第4轮第15顺位被华盛顿子弹选中。